# Benjamin F. Leiter

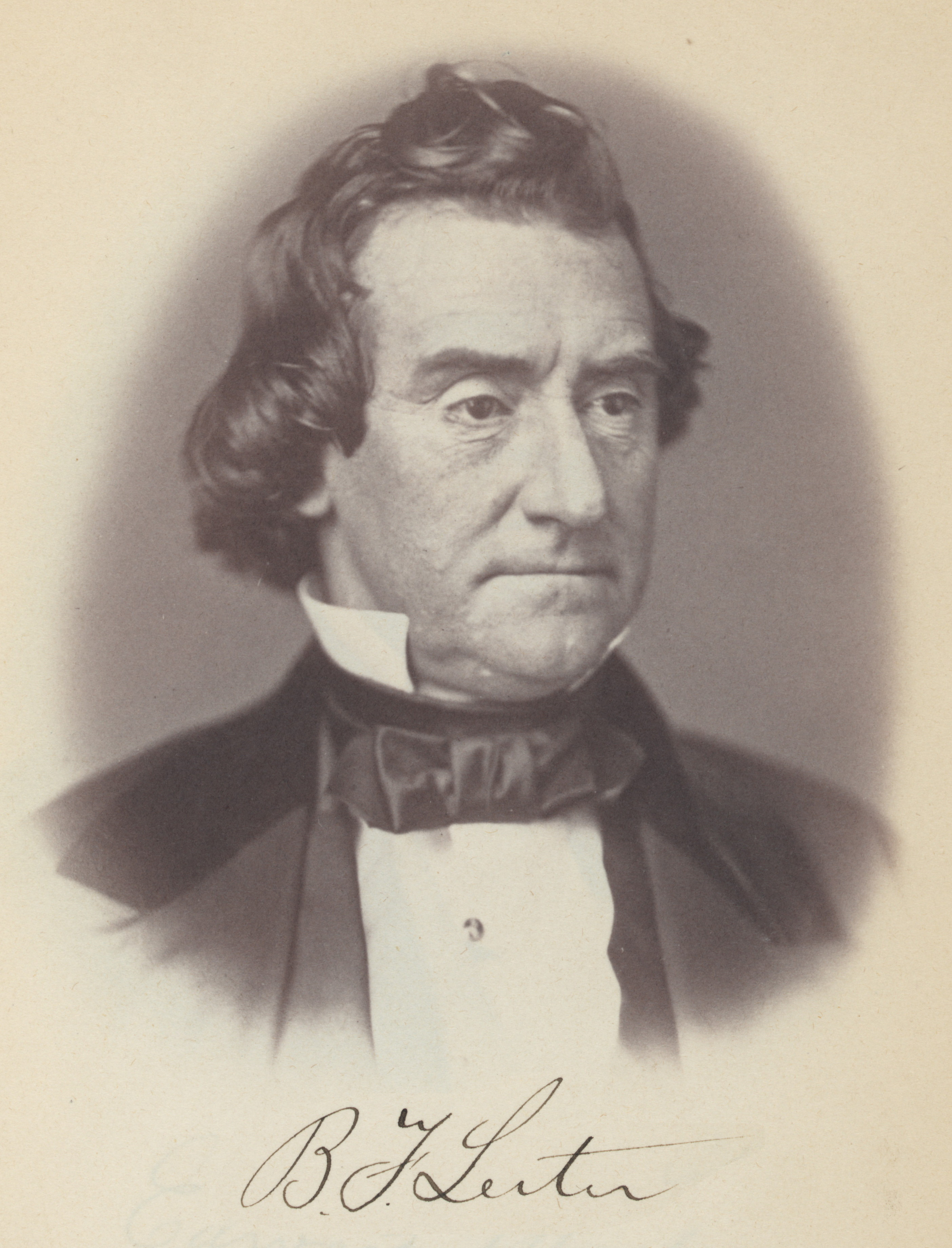
Benjamin F. Leiter (1859)

Benjamin Franklin Leiter (* 13. Oktober 1813 in Leitersburg, Washington County, Maryland; † 17. Juni 1866 in Canton, Ohio) war ein US-amerikanischer Politiker. Zwischen 1855 und 1859 vertrat er den Bundesstaat Ohio im US-Repräsentantenhaus.

## Werdegang
Benjamin Leiter erhielt nur eine eingeschränkte Schulausbildung. Zwischen 1830 und 1834 war er in Maryland als Lehrer tätig. Anschließend übte er diesen Beruf von 1834 bis 1842 in Ohio aus. Nach einem Jurastudium und seiner 1842 erfolgten Zulassung als Rechtsanwalt begann er in Canton in diesem Beruf zu arbeiten. Dort amtierte er auch als Friedensrichter. Zwischen 1852 und 1855 war er zwei Mal Bürgermeister von Canton. In den Jahren 1848 und 1849 saß er als Abgeordneter im Repräsentantenhaus von Ohio, dessen Speaker er im Jahr 1849 als Nachfolger von John G. Breslin war. Politisch war er zunächst Mitglied der kurzlebigen Opposition Party. Seit 1857 gehörte er der Republikanischen Partei an.
Bei den Kongresswahlen des Jahres 1854 wurde Leiter als Kandidat der Opposition Party im 18. Wahlbezirk von Ohio in das US-Repräsentantenhaus in Washington, D.C. gewählt, wo er am 4. März 1855 die Nachfolge des Demokraten George Bliss antrat. Nach einer Wiederwahl als Republikaner konnte er bis zum 3. März 1859 zwei Legislaturperioden im Kongress absolvieren. Diese waren von den Ereignissen im Vorfeld des Bürgerkrieges geprägt.
Nach seiner Zeit im US-Repräsentantenhaus ist Benjamin Leiter politisch nicht mehr in Erscheinung getreten. Er starb am 17. Juni 1866 in Canton, wo er auch beigesetzt wurde. Mit seiner Frau Catherine hatte er sieben Kinder.